# Relitto di Chiessi
Il relitto di Chiessi, largamente depredato sin dall'epoca della sua casuale scoperta (1966) da parte di Luciano Zamboni, giace su fondale sabbioso a 46 metri di profondità, sulla costa occidentale dell'isola d'Elba; già nel 1970 del carico anforico non restava pressoché traccia. Il sub Luciano Zamboni era stato incaricato, da parte di alcuni pescatori locali, di disincagliare dal fondale delle reti a strascico; solo dopo essersi immerso, Zamboni si accorse che le reti erano impigliate sopra un vasto cumulo di anfore.
La nave è datata intorno al 70 d.C. e all'origine conteneva circa 7000 anfore di produzione iberica e balearica, al 90% rappresentate dalla forma Beltrán 2A (destinate al trasporto di garum) e, in misura minore, da Beltrán 2B (garum), Dressel 20 con bollo SAENIANES (anfora globulare per olio) ed anfore vinarie (Ramón 25, Mau XXXV, Haltern 70). Alcuni dei manufatti rinvenuti nel relitto (che per le dimensioni del cumulo anforico fu definito La Cattedrale di Chiessi) hanno trovato collocazione in vari musei (Museo archeologico di Marciana e Museo archeologico di Portoferraio), ma per il resto sono stati trafugati e dispersi. In particolare sono state recuperate due lastre di piombo con scena di venatio, raffiguranti un cacciatore che incalza un orso stante sulle zampe posteriori. Tra un'anfora e l'altra furono rinvenute diverse fascine composte da rametti di Erica sp., utilizzate per ridurre l'attrito del carico anforico durante la navigazione. Del carico faceva parte vasellame da mensa di produzione sudgallica (coppe di forma Dragendorff 24-25 e Dragendorff 15-17 con effetto marmorizzato) e spagnola (Mezquiriz 18), oltre ad un grosso pane di bronzo pesante 83,6 kg.